# Les Joyaux d'Aptor
Les Joyaux d'Aptor (titre original : The Jewels of Aptor) est un roman de science fantasy de l'écrivain américain Samuel R. Delany. Publié en 1962, il est son premier roman. Il parait pour la première fois sous une forme abrégée dans le volume double « Ace Double » no F-173 des éditions Ace Books conjointement avec Second Ending (en) de James White.
À partir de l'édition de 1968, le texte original de Delany est restauré, la première édition ayant été raccourcie d'une quinzaine de pages pour une publication au format Ace Double,,,.

## Intrigue
Dans un avenir post-atomique, la civilisation a régressé dans un état proche du Moyen Âge ou de la Renaissance. Geo,  jeune étudiant et poète accepte un emploi de marin sur un bateau. Il voyage avec une étrange passagère, une prêtresse de la déesse Argo, qui se dirige vers une terre mystérieuse peuplée de mutants et un niveau de radiations élevées, appelée Aptor. Le voyage est vraisemblablement entrepris pour retrouver une jeune prêtresse d'Argo qui est sa fille (sa petite sœur dans la version Ace Double),  kidnappée par les forces du dieu noir Hama.

## Contexte
Samuel R. Delany perdit son père mort d'un cancer des poumons en 1960, et l'année suivante il se marie avec Marilyn Hacker en août 1961. Cette dernière travaillait en tant qu'éditrice assistante chez Ace Books et elle l'aida à publier en donnant le manuscrit Les Joyaux d'Aptor à son patron. Son intervention lui permet de devenir un jeune auteur noir publié à l'âge de 20 ans. Delany a écrit Les Joyaux d'Aptor à dix-neuf ans, après avoir cessé ses cours au City College of New York.

## Réception critique
Le roman, initialement publié en 1962 aux États-Unis, est traduit en français par Arlette Rosenblum dans sa version de 1968 et publié en avril 1975 seulement aux éditions OPTA dans le Galaxie-bis no 41 (131 bis) avec une illustration de Sergio Macedo.
Delany est agé de dix-neuf ans lorsqu'il l'écrit et il n'a auparavant publié aucune nouvelles de science-fiction comme c'est habituellement la pratique dans le milieu.
Bien qu'il s'agisse selon Noosphere d'une science fiction moins aboutie que dans ses œuvres ultérieures comme Babel-17 ou Nova, cette œuvre relevant davantage de l'heroic fantasy que du space opéra comporte déjà biens des éléments des univers de science-fiction que Delany mettra en place par la suite : la présence d'un jeune homme noir (Limmi), un poète (Géo) et une poétesse (Argo), un jeune paria  inquiétant. Une évocation subtile d'homoérotisme perce également à travers les personnages de Geo et Urson. Des éléments de morale transparaissent qui deviendront récurrents dans ses romans. Delany reprend un thème proche des anneaux de pouvoir de Tolkien, le pouvoir sur autrui constituant l'engeance à combattre, alors que les protagonistes ne sont pas présentés comme binairement bons ou méchants. Le pouvoir est maximisé par l'intermédiaire de trois joyaux à l'aide d'une technique étrange. Contrairement à l'anneau de l'univers de Tolkien, le dieu noir Hama est conscient de la toxicité de ses joyaux, et c'est lui qui prend l'initiative de faire venir les protagonistes afin de lui voler les joyaux. Les «héros» ne sortent pas indemnes de l'aventure, car ils sont contaminés par le pouvoir des joyaux même après avoir réussi à s'en débarrasser en les jetant dans l'océan. Delany sort ainsi de l'entreprise de Tolkien de révélation du mal absolu et de l'acceptation d'un ordre naturel et divin, pour arriver en bout de course à une révélation mystique qui place l'humain au centre de la réconciliation entre les contraires au cours d'un périple initiatique.